# Садала III
Вижте пояснителната страница за други личности с името Садала.
Садала III (Садалас, на старогръцки: Σαδάλας) е тракийски владетел, син на одриския цар Садала II или по-вероятно негов племенник, син на сестра му Полемократия.
Когато Садала ІІ умира през 42 г. пр.н.е., Садала ІІІ е още малолетен. Майка му Полемократия предава царското съкровище на Марк Юний Брут, който срещу това поема задължението да възкачи Садала ІІІ на престола. Не е известно колко дълго властва Садала ІІІ (вероятно до 31 г. пр.н.е.), но по негово време политическата власт на одрисите в Тракия отслабва за сметка на сапейската династия на Раскупорис.